# (31854) Darshanashah
2000 EB48 (asteroide 31854) é um asteroide da cintura principal. Possui uma excentricidade de 0.10450260 e uma inclinação de 2.01663º.
Este asteroide foi descoberto no dia 9 de março de 2000 por LINEAR em Socorro.